# محمد شكري جميل
محمد شكري جميل (1937–2025) هو مخرج سينمائي عراقي ولد في بغداد.

## مسيرته
درس السينما في المعهد العالي للسينما في المملكة المتحدة، بدأ تجربته سنة 1953 بإنتاج أفلام وثائقية لوحدة الإنتاج السينمائي في شركة نفط العراق وعمل في الأفلام السينمائية العالمية (اصطياد الفأر) لبول روثا، وفيلم (عين الثعلب في الصحراء)، وفيلم الرعب (التعويذة) الذي صور في مدينة الموصل شمال العراق. 
عاد إلى العراق وشارك في الاخراج مع المخرج جرجيس يوسف حمد في إخراج فيلم (أبو هيلة) عام 1963، وعمل في المونتاج في الفيلم التاريخي نبوخذ نصر الذي اخرجه كامل العزاوي، والذي يعد أول فيلم عراقي ملون، ثم أخرج فيلم (شايف خير) عام 1968، وأخرج فيلم الظامئون عام 1973 والمأخوذ عن رواية الكاتب العراقي عبد الرزاق المطلبي، ثم اخرج فيلمه الأسوار عام 1979، والذي يتحدث عن المرحلة النضالية للشعب العراقي ووقوفه إلى جانب الشعب المصري في مواجهة العدوان الثلاثي بعد تأميم قناة السويس عام 1956، واندلاع انتفاضة 1956م بالعراق.
في عام 1982 اخرج فيلم المسألة الكبرى حيث شارك بجانب الممثلون العراقيين ممثلين أجانب من ضمنهم الممثل أوليفر ريد. وفي عام 1982 أخرج فيلم (المهمة مستمرة) وهو أول فيلم عراقي عن الحرب مع إيران متناولاً حادثة وقعت لطيار عراقي تصاب طائرته فوق اراضي العدو أثناء تنفيذه لأحد واجباته مما يضطره للهبوط في مكان ما ومن ثم يبدأ رحلته في البحث عن طريق الخلاص بالعودة الي أرض الوطن. أخرج بعد ذلك أفلام (الفارس والجبل) و (عرس عراقي) و (اللعبة) و (الملك غازي).
آخر فيلم اخرجه كان "الأوجاع والمسرات" عام 2013 مقتبس من رواية تحمل نفس الاسم للكاتب فؤاد التكرلي.
وفي مجال الإخراج التلفزيوني إخرج مسلسلات "حكايات المدن الثلاث"، و"الفراشات"، و"السرداب" الذي يعد آخر مسلسل تلفزيوني تولى مهمة إخراجه في عام 2006.

## روابط خارجية
- محمد شكري جميل على موقع IMDb (الإنجليزية)
- محمد شكري جميل على موقع قاعدة بيانات الأفلام العربية
- محمد شكري جميل على موقع قاعدة بيانات الفيلم (الإنجليزية)